# Morrumbala (Distrikt)
Morrumbala ist ein mosambikanischer Distrikt in der Provinz Zambezia, sein Hauptort ist Morrumbala. Der Distrikt liegt im Westen der Provinz, er grenzt im Norden an den Distrikt Milange, im Westen an die Provinz Tete und an die Republik Malawi, im Süden an den Distrikt Mopeia und im Osten an die Distrikte Nicoadala und Mocuba.

## Geographie
Der Distrikt hat eine Fläche von 12.801 Quadratkilometer und 422.801 Einwohner (Stand 2013). Der Großteil des Distriktes erstreckt sich auf der Morrumbala Hochebene, die ungefähr 400 Meter über dem Meeresniveau liegt. Als höchste Erhebung ragt im Südwesten der Berg Morrumbala mit einer Höhe von 1172 Meter heraus. Die Hochebene fällt im Westen steil zum Tal des Flusses Shire ab. Dieser ist der Ausfluss des Malawisees in Malawi und mündet südlich von Morrumbala in den Sambesi.
Das Klima ist nach der Klassifikation von Köppen-Geiger ein tropisches Savannenklima (Aw). Die jährliche Durchschnittstemperatur beträgt 23,4 Grad. Die durchschnittliche Niederschlagsmenge ist 1017 Millimeter, wobei der Großteil in den Wintermonaten von November bis März fällt.

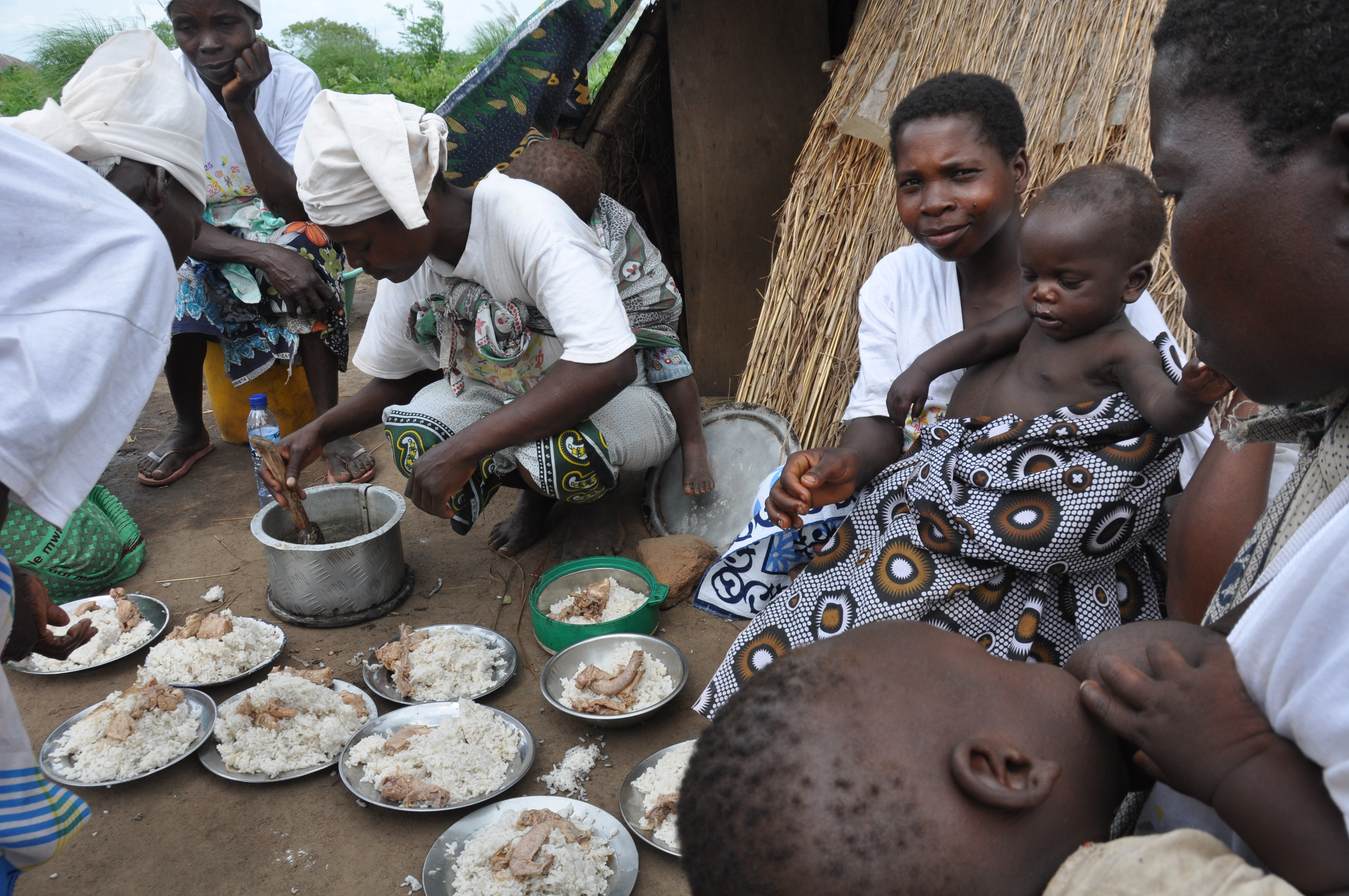
Mittagessen

## Bevölkerung
| Die Bevölkerungsdichte im Distrikt Morrumbala beträgt 33 Personen pro Quadratkilometer. - Der Analphabetismus ist wie in vielen teilen Mosambiks hoch, der Anteil bei den Männern beträgt 61 Prozent und 92 Prozent bei den Frauen. - Mehr als die Hälfte der Bevölkerung (51 %) hat Sena als Muttersprache, für zwei Prozent ist die Muttersprache Portugiesisch. Es sind jedoch 35 Prozent der Männer und 13 Prozent der Frauen in der Lage, sich auf Portugiesisch zu verständigen. - Ein Radio besitzen 44 Prozent der Einwohner, einen Fernseher haben jedoch weniger als ein Prozent. - Mehr als die Hälfte der Bevölkerung besitzen ein Rad, jedoch weniger als ein Prozent ein Auto. - Es gibt so gut wie keine Häuser nach europäischen Standard. In Mischformen und einfachen Häusern leben sechs beziehungsweise ein Prozent der Menschen. 93 Prozent wohnen in Häusern mit einem Strohdach (Stand 2007). | Hier fehlt eine Grafik, die leider im Moment aus technischen Gründen nicht angezeigt werden kann. Wir arbeiten daran! |

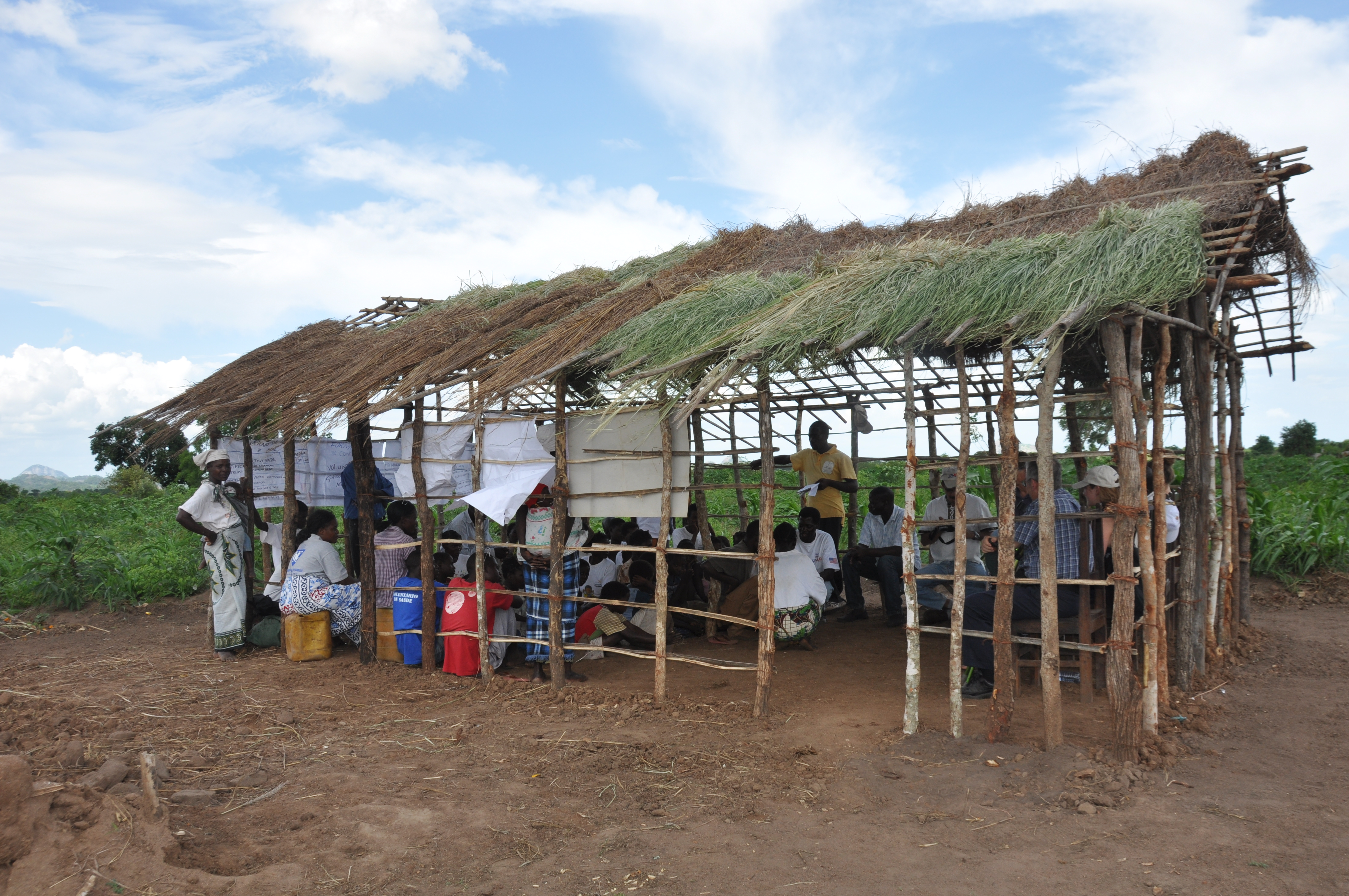
Versammlungsplatz

## Einrichtungen und Dienstleistungen
| Im Distrikt befinden sich 334 Grundschulen (Primárias) und acht weiterführende Schulen (Secundárias). Von den Grundschulen sind 237 öffentliche Schulen und 97 private Schulen, die weiterführenden Schulen sind alle Privatschulen. In Morrumbala gibt es dreizehn Gesundheitszentren und drei Ambulanzen (Stand 2013). Im Jahr 2007 hatten von der Bevölkerung über 10 Jahren 9,2 Prozent eine Grundschule und 1,4 Prozent eine Sekundärschule besucht. 0,1 Prozent hatten einen höheren Abschluss, über 89 Prozent hatten keine Schulbildung. | Hier fehlt eine Grafik, die leider im Moment aus technischen Gründen nicht angezeigt werden kann. Wir arbeiten daran! |

## Verwaltungsgliederung
Der Distrikt Morrumbala ist in vier Verwaltungsposten (postos administrativos) gegliedert:

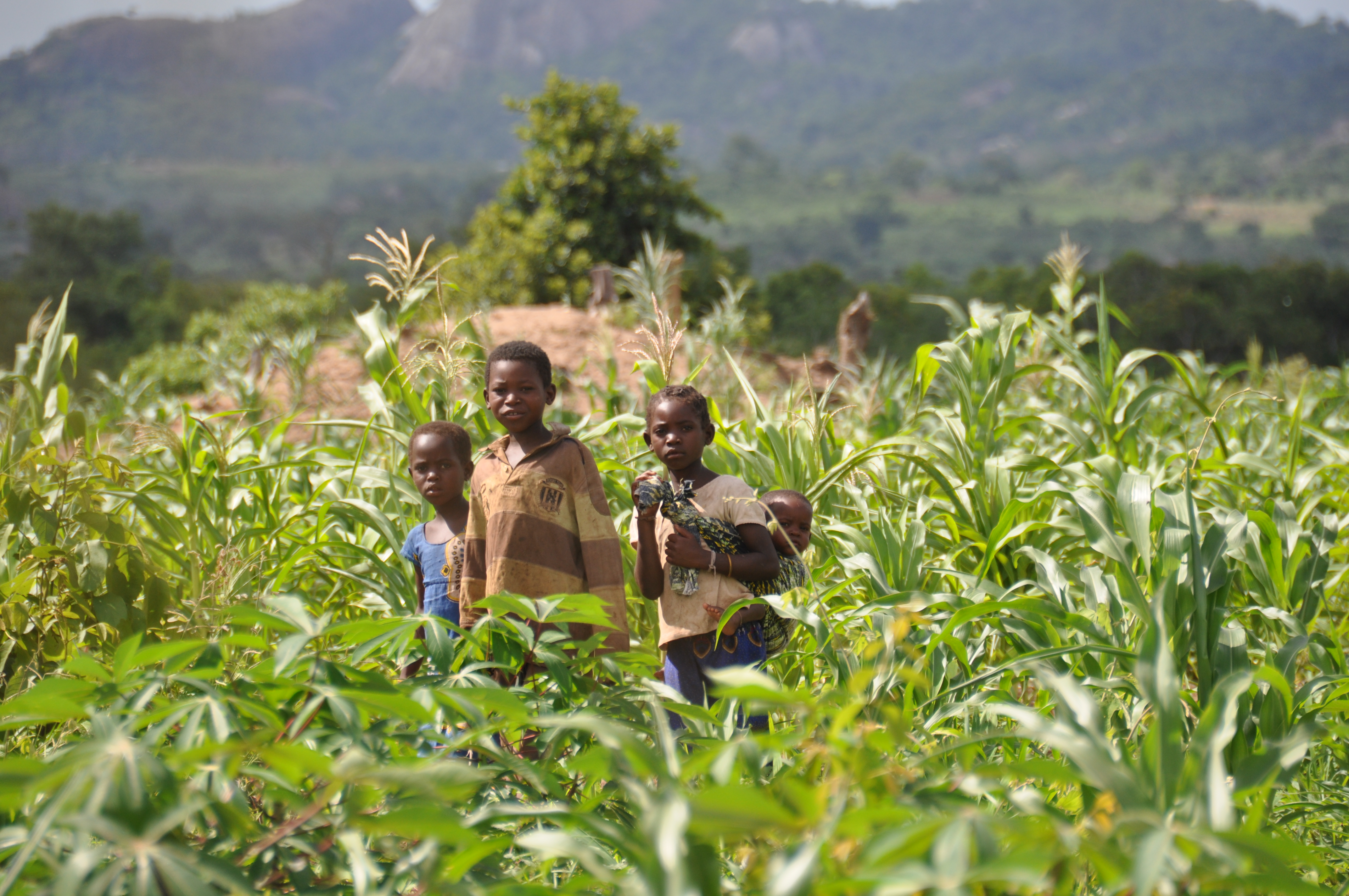
Kinder in einem Maisfeld

- Morrumbala
- Chire
- Derre
- Megaza[2]

## Wirtschaft und Infrastruktur
Im Jahr 2007 hatten 1,1 Prozent der Bevölkerung Zugang zu elektrischer Energie. Zwei Drittel der Einwohner bekamen ihr Trinkwasser aus einem Brunnen, nur wenige hatten Zugang zu einer Quelle oder zu Leitungswasser. Über dreißig Prozent bezogen ihr Wasser aus einem fließenden oder stehenden Gewässer.
78,2 Prozent der Bevölkerung über 15 Jahren waren erwerbstätig; 79,2 Prozent der Männer und 77,2 Prozent der Frauen.

### Landwirtschaft
Von den landwirtschaftlichen Betrieben waren mehr als ein Drittel unter einem Hektar groß, fast vierzig Prozent bewirtschafteten eine Fläche von ein bis zwei Hektar. Unter 2 Prozent der Betriebe waren größer als fünf Hektar und es gab keinen Betrieb mit über zwanzig Hektar Grund (Stand 2010). Die meisten Anbauflächen gab es für Mais (75.000 Hektar), Maniok (39.000 Hektar) und Hirse (24.000 Hektar). Die höchsten Erträge erbrachten Maniok (169.000 Tonnen), Mais (130.000 Tonnen) und Süßkartoffel (39.000 Tonnen).

### Bodenschätze
Die wenigen Bodenschätze, die in Morrumbala abgebaut werden, sind Sand für Bauzwecke sowie Kalkstein und Korund.

### Verkehr
Der Distrikt verfügt über ein Straßennetz von 650 Kilometern, die Nationalstraße EN1 führt knapp südlich an Morrumbala vorbei. Es gibt im Distrikt keine Eisenbahn.